# Automeris abdominalis
Automeris abdominalis é uma espécie de mariposa do gênero Automeris, da família Saturniidae.
Sua ocorrência foi registrada na Colômbia, Equador e Peru.